# Novi vára (Dvor)
Novi vára (horvátul: Novigrad) egy várhely Horvátországban, az Una menti Dvor településen.

## Fekvése
Dvor határában az Una bal partján, a Žirovac-patak torkolatánál állt.

## Története
Novi várát a Zrínyiek építtették a 16. század elején az Una itteni átkelőhelyének védelmére, miután a szomszédos Boszniát a török már 1463-ban megszállta. A várat törökök már 1532-ben elfoglalták. Röviddel ezután a horvátok visszafoglalták és lerombolták nehogy a török támaszpontként használja. 1539-re a törökök mégis újjáépítették. A négyszög alaprajzú vár keleti oldalával az Una folyó partjára épült, a többi oldalát vízzel elárasztott árkok és sáncok védték. A közepén egy nagy torony állt, mely körül két előváros (Donjani és Gorjani) épült mecsetekkel. Donjani a bejárati kapu mellett, Gorjani pedig kissé távolabb, az Una mentén épült. Gorjaninál Ferhát boszniai pasa fahidat építtetett, mely fontos hadászati szerepet töltött be az Una vidékének meghódításában. A várat a törökellenes harcokban többször is lerombolták, majd újjáépítették. A karlócai béke 1699-ben az Una egy partmenti részével török kézen hagyta. Ezt csak a pozsareváci béke változtatta meg 1718-ban, amikor a határ mélységben Bosznia területére került át, majd a belgrádi béke visszatette az Unához. Így 1739 óta az Una képezi Horvátország és Bosznia határát.